# Trimerophorella paradisia
Trimerophorella paradisia är en mångfotingart som beskrevs av Meyer 1983. Trimerophorella paradisia ingår i släktet Trimerophorella och familjen Neoatractosomatidae. Inga underarter finns listade i Catalogue of Life.